# جائزة كين
جائزة كين للكتابة الأفريقية (بالإنجليزية: Caine Prize for African Writing) هي جائزة أدبية سنوية تُمنح لأفضل قصة قصيرة منشورة بالإنجليزية لكاتب أفريقي، سواء كان الكاتب مقيمًا في أفريقيا أو خارجها. أُنشئت الجائزة في المملكة المتحدة سنة 2000، وتبلغ قيمتها 10 آلاف جنيه إسترليني، وقد حملت هذا الاسم تكريمًا لذكرى السير مايكل هاريس كين، الرئيس السابق لمجموعة بوكر.
حصلت على الجائزة في دورتها الأولى سنة 2000 الكاتبة السودانية ليلى أبو العلا، عن قصتها القصيرة «المتحف».

## قائمة حائزي الجائزة
| السنة          | الكاتب                                  | عنوان العمل                                  | المصادر              |
| -------------- | --------------------------------------- | -------------------------------------------- | -------------------- |
| 2000 في الأدب ‏ | ليلى أبو العلا (السودان)                | "The Museum"                                 | [ 2 ] [ 3 ]          |
| 2001 في الأدب ‏ | هيلون هابيلا (نيجيريا)                  | "Love Poems"                                 | [ 4 ] [ 5 ]          |
| 2002 في الأدب ‏ | بينيافانغا وايناينا (كينيا)             | "Discovering Home"                           | [ 6 ] [ 7 ]          |
| 2003           | إيفون أديامبو أوور (كينيا)              | "Weight of Whispers"                         | [ 8 ] [ 9 ]          |
| 2004 في الأدب ‏ | بريان تشيكوافا (زيمبابوي)               | "Seventh Street Alchemy"                     | [ 10 ] [ 11 ]        |
| 2005 في الأدب ‏ | سيغون أفولابي (نيجيريا)                 | "Monday Morning"                             | [ 12 ] [ 13 ]        |
| 2006 في الأدب ‏ | ماري واتسون (جنوب أفريقيا)              | "Jungfrau"                                   | [ 14 ] [ 15 ]        |
| 2007 في الأدب ‏ | مونيكا أراك دي نييكو (أوغندا)           | "Jambula Tree"                               | [ 16 ] [ 17 ]        |
| 2008 في الأدب ‏ | هنرييتا روز-إنيس (جنوب أفريقيا)         | "Poison"                                     | [ 18 ] [ 19 ]        |
| 2009 في الأدب ‏ | إي سي أوسوندو (نيجيريا)                 | "Waiting"                                    | [ 20 ] [ 21 ]        |
| 2010 في الأدب ‏ | أولوفيمي تيري (سييراليون)               | "Stickfighting Days"                         | [ 22 ] [ 23 ]        |
| 2011 ‏          | نوفيوليت بولاوايو (زيمبابوي)            | "Hitting Budapest"                           | [ 24 ]               |
| 2012 في الأدب ‏ | باباتوندي روتيمي (نيجيريا)              | "Bombay’s Republic"                          | [ 25 ] [ 26 ]        |
| 2013 في أدب ‏   | توبي فولارين (نيجيريا)                  | "Miracle"                                    | [ 27 ]               |
| 2014 ‏          | أوكويري أودور (كينيا)                   | "My Father's Head"                           | [ 28 ]               |
| 2015 في الأدب ‏ | ناموالي سيربل (زامبيا)                  | "The Sack"                                   | [ 29 ]               |
| 2016 في الأدب ‏ | ليدودومالينغاني مكومبوثو (جنوب أفريقيا) | "Memories We Lost"                           | [ 30 ] [ 31 ] [ 32 ] |
| 2017 في الأدب ‏ | بشرى الفاضل (السودان)                   | "The Story of the Girl Whose Bird Flew Away" | [ 33 ] [ 34 ] [ 35 ] |
| 2018           | ماكينا أونجيريكا (كينيا)                | "Fanta Blackcurrant"                         | [ 36 ] [ 37 ] [ 38 ] |

## وصلات خارجية
- الموقع الرسمي للجائزة
- روابط القصص الفائزة